# Delosperma versicolor
Delosperma versicolor är en isörtsväxtart som beskrevs av L. Bol.. Delosperma versicolor ingår i släktet Delosperma, och familjen isörtsväxter. Inga underarter finns listade i Catalogue of Life.